# Pôle espoirs (football)
Pour les articles homonymes, voir Pôle espoirs.
Pour le football en France, un pôle espoir désigne une structure de préformation destinée aux jeunes joueuses et joueurs et placée sous l'égide de la Fédération française de football.
La FFF accueille les jeunes apprentis footballeurs français (plus de 500) dans seize pôles espoirs masculins et huit féminins répartis sur tout le territoire. Le plus connu est celui de l’Institut national du football, l’INF Clairefontaine. 
Les pôles espoirs ne doivent pas être confondus avec les centres de formation agréés de clubs professionnels, libres de recruter les joueurs qu’ils souhaitent, français ou étrangers.

## Histoire
Alors directeur technique national, Gérard Houllier est à l'origine des centres fédéraux de préformation, renommés « Pôles Espoirs» en 2003.

## Fonctionnement
| Classes  | Garçons                   | Filles                    | Filles (2026 max)         |
| -------- | ------------------------- | ------------------------- | ------------------------- |
| 6e-5e    | Section sportive scolaire | Section sportive scolaire | Section sportive scolaire |
| 4e-3e    | Pôle espoir               | Section sportive scolaire | Pôle espoir               |
| Lycée    | Centres de formation      | Pôle espoir               | Centres de formation      |
| Post-bac | Centres de formation      | Centres de formation      | Centres de formation      |

Les pôles sont des structures agréées par le Ministère français des sports et la Fédération de football, avec un cahier des charges imposé sur les installations mises à disposition, l'encadrement, l'accompagnement et le suivi des joueurs,.

### Objectifs
L'objectif donné pour les structures masculines par la FFF est de « préparer les garçons de 13 et 14 ans (collégiens en 4e-3e) aux exigences de la formation de haut-niveau, dans des conditions optimales, en privilégiant les principes de la préformation ». Pour cela, le pôle se veut de renforcer et optimiser le niveau de pratique autour de l'entraînement, préparer le joueur à l'entrée en centre de formation mais aussi favoriser la construction du triple projet : sportif-scolaire-éducatif pour assurer l'avenir des joueurs. Les pôles prennent le relais de la préformation fédérale. Les jeunes ont donc vocation à ensuite intégrer des centres de formation agréés de clubs professionnels.
Jusqu'en Septembre 2023, pour les pôles féminins, il s'agit de former les filles de 16 à 18 ans (lycéennes) à une pratique de haut-niveau et les préparer à répondre aux exigences du football d'élite, tout en suivant une scolarité cohérente et diplômante.
Depuis septembre 2023, dans le cadre du plan de développement du football féminin de la FFF, les pôles espoirs féminins seront alignés sur le fonctionnement des pôles masculins. Le basculement du lycée au collège se fera au maximum jusqu'en 2026 pour l'ensemble des pôles espoirs féminins. Comme les joueurs masculins, les jeunes joueuses ont vocation à ensuite intégrer des centres de formation agréés de clubs professionnels.

### Recrutement
Pour les garçons, le recrutement se fait sur un concours régional d'entrée en U13, à partir des opérations de détections organisées par les districts. Le concours d’entrée se fait sur la base de trois types de tests sportifs : technique (aisance avec le ballon) ; physique et situations de jeu (déplacements et manière d’évoluer au sein d’un collectif) ; le dernier critère a trait au comportement et aux résultats scolaires. « À travers ce panel, on essaie d’estimer le potentiel du garçon quand il aura 20 ans, sa marge de progression », explique Gilles Salou en 2011, responsable du pôle espoir de Dijon.
L’accès aux Pôles Espoirs féminins est conditionné par la réussite à un concours. Celui-ci réunit des joueuses identifiées à partir des opérations de détections organisées par les Districts, les ligues régionales et la FFF elle-même. 

### Quotidien
Une fois retenu, les joueuses et joueurs s'entraînent 5 fois par semaine au pôle et rentrent dans leurs familles le week-end, où ils jouent en compétition dans leur club de proximité. Pour cela, leur parcours scolaires sont adaptés sans être allégés,.

### Financement
En 1997, le budget des quatre centres de préformation existant (Liévin, Vichy, Castelmaurou et Tours) est de 1,7 million de francs, financés de la façon suivante : 
- Ligues, districts, conseil régional, conseil général : 40 %
- FFF et ministère de la Jeunesse et des Sports : 40 %
- Ligue Nationale de Football : 30 %

## Liste des pôles espoirs en France

### Pôles espoirs masculins
Il existe seize pôles masculins :
- INF Clairefontaine, créé en 1990
- Aix-en-Provence, ouvert en 2005
- Ajaccio, ouvert en 1999[9], agréé Pôle Espoirs en 2003[10], et géré avec la collaboration de dix institutions[11]
- Castelmaurou, créé en 1995[12]
- Châteauroux, créé en 1997[13]
- Dijon, qui ouvre ses portes en 2006[14] et est inauguré le 2 février 2007 par Jean-Pierre Escalettes
- Les Abymes (Guadeloupe), ouvert en 2003 et labellisé pôle espoirs FFF en 2012
- Liévin, ouvert en 1995[1]
- Lisieux, ouvert en 2020[15]
- Lyon, ouvert en septembre 2018 sur le site de Tola-Vologe[16]
- Nancy, ouvert en 2010
- Ploufragan, ouvert en septembre 1997[17]
- Reims, ouvert en 2008
- La Plaine des Cafres (La Réunion), ouvert en 2005
- Saint-Sébastien-sur-Loire, ouvert en 2008[18]
- Talence, créé en 2009[19]

Anciens pôles espoirs :
- Le centre fédéral de préformation de Tours, ouvert en 1994, est transféré à Châteauroux en 1997.
- Ouvert en septembre 1997, le pôle espoirs de La Madine a fermé ses portes le 30 juin 2006[20].
- Le pôle espoirs de Vichy, créé en septembre 1994, ferme en 2015 en raisons de résultats insuffisants[21].

### Pôles espoirs féminins
Il existe huit pôles féminins :
| Ville          | Date de création |
| -------------- | ---------------- |
| Pôle France    | 1998             |
| Blagnac        |                  |
| Liévin         | 2009             |
| Mérignac       | 2018             |
| Rennes         | 2010             |
| Strasbourg     | 2013             |
| Tours          | 2012             |
| Vaulx-en-Velin | 2009             |

## Orientation à la sortie
Selon la FFF, 60% des joueurs sont intégrés dans les centres de formations agréés des clubs professionnels. 10% des joueurs passés par un pôle espoirs signeront un contrat professionnel. 

## Internationaux formés
D'après la FFF, 30% des joueurs de l'équipe de France championne du monde en 2018 sont passés par un pôle espoirs. La liste ci-dessous présente quelques-uns des internationaux français pré-formés dans un pôle espoirs (hors INF Clairefontaine) :
- Aix-en-Provence : Layvin Kurzawa
- Castelmaurou : Gaël Clichy, Philippe Mexès et Adrien Rabiot
- Châteauroux : Florian Thauvin
- Dijon : Kurt Zouma
- Liévin : Clément Lenglet, Benjamin Pavard et Raphaël Varane
- Ploufragan : Yoann Gourcuff
- Guadeloupe : Thomas Lemar et Jeanuël Belocian